# Jievaras Jasinskis
Jievaras Jasinskis (* 23. April 1989 in Vilnius) ist ein litauischer Jazzmusiker (Posaune, Komposition) und Bigband-Leader.

## Leben und Wirken
Jasinskis erhielt an der Balys-Dvarionas-Musikschule  klassischen Unterricht. Als Gymnasiast spielte er zudem in der Funk/Acid-Jazz-Band Bekešo Vilkai. Von 2008 bis 2012 studierte er an der Litauischen Musik- und Theaterakademie mit dem Hauptfach Posaune (Bachelor).
Daneben hat Jasinskis mit InCulto gespielt und mit ihnen am Eurovision Song Contest 2010 teilgenommen. Er spielte auch mit Saulės kliošas, Skamp, G&G Sindikatas und anderen bekannten Bands Litauens. 2014 gab er mit seiner Band Reinless sein Debüt auf dem Broma Jazz Festival. Das Ensemble, das zwischen Funk, Soul, Jazz und Rockmusik pendelt, veröffentlichte die Alben Sus Signal (2017) und 434 (2020). In der Folge wirkte er an zahlreichen Aufnahmen mit und wurde in Litauen zu einem der prominentesten Musiker des Genres. Weiterhin hat er für Ten Walls, Andrius Mamontovas und Linas Adomaitis gearbeitet. 2018 kehrte er an die Akademie zurück, um sein Studium mit einem Master in Komposition abzuschließen. Seit demselben Jahr ist er Chefdirigent und künstlerischer Leiter der Kaunas Big Band. Weiterhin ist er Koleiter des Vilnius Jazz Ensemble und nahm auch mit dem Collaborative Jazz Septet, der Latvian Radio Big Band und dem Remigijus Rančys Sextet auf.
2018 war Jasinskis Repräsentant Litauens in der Bigband der Europäischen Rundfunk-Union, die er 2023 leitete; mit ihr stellte er auf dem Festival Vilnius Mama Jazz eigene Kompositionen vor. Er arrangierte auch zwei Musicals von Kipras Mašanauskas (Barbora Radvilaitė und Mindaugas Karalius) und das Album Music for Lithuania von Merūnas Vitulskis.